# The Singles (The Clash)
The Singles je kompilacijski album grupe The Clash. Na albumu se nalaze svi njihovi singlovi, osim singla s Cut the Crap "This Is England".

## Popis pjesama
1. "White Riot" – 1:57
2. "Remote Control" – 2:58
3. "Complete Control" – 3:11
4. "Clash City Rockers" – 3:46
5. "(White Man) in Hammersmith Palais" – 3:58
6. "Tommy Gun" – 3:13
7. "English Civil War" – 2:34
8. "I Fought the Law" – 2:38
9. "London Calling" – 3:17
10. "Train in Vain" – 3:06
11. "Bankrobber" – 4:32
12. "The Call Up" – 5:21
13. "Hitsville UK" – 4:19
14. "The Magnificent Seven" – 4:26
15. "This Is Radio Clash" – 4:08
16. "Know Your Rights" – 3:35
17. "Rock the Casbah" – 3:35
18. "Should I Stay or Should I Go" – 3:08

## Vanjske poveznice
- allmusic.com  Arhivirana inačica izvorne stranice od 9. ožujka 2021. (Wayback Machine) - The Singles